# Yariv Mozer

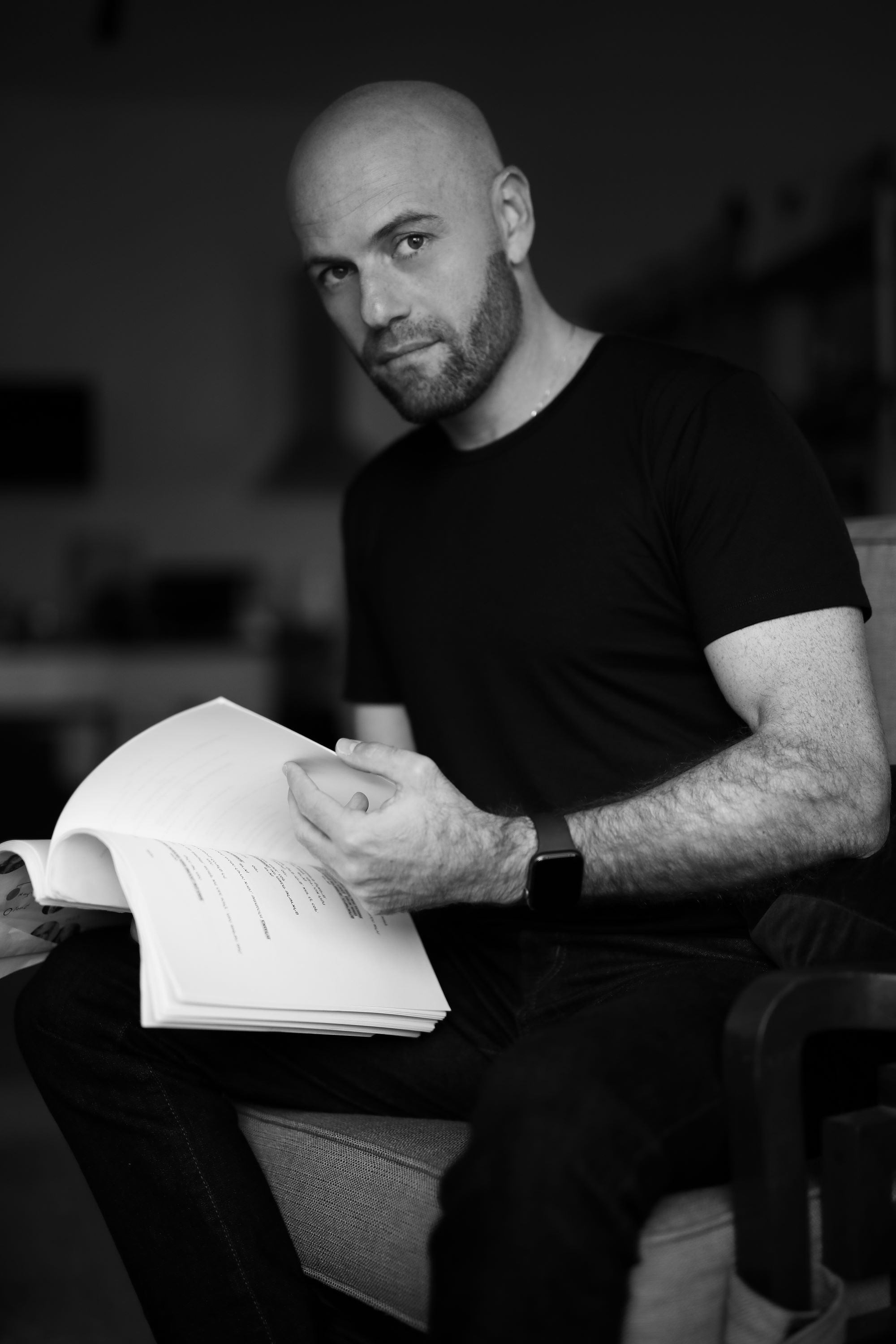
Yariv Mozer im Jahr 2012

Yariv Mordechai Mozer, hebräisch יריב מוזר (geboren am 17. Februar 1978 in Tel Aviv) ist ein israelischer Filmproduzent, Drehbuchautor und Filmregisseur, der sich hauptsächlich auf Dokumentarfilme spezialisiert hat. Außerdem unterrichtet er an der Tel Aviv University.

## Leben
Der in Tel Aviv geborene Mozer wuchs im nahegelegenen Herzlia auf, bevor er nach seinem Armeedienst an der Universität Tel Aviv Filmwissenschaften studierte. Dieses Studium schloss er im Jahr 2003 mit Auszeichnung ab. Mozer wurde im Jahr 2006 erneut als Reservist in die Armee berufen und diente während des Zweiten Libanonkriegs, wobei er seine Erlebnisse mit einer Kamera dokumentierte. Hieraus entstand sein erster Dokumentarfilm "Mein erster Krieg" (Hebräischer Originaltitel: המלחמה הראשונת שלי), der im Jahr 2008 Premiere feierte.
Mozers erster Spielfilm ist der 2013 veröffentlichte Film "Liebesbriefe eines Unbekannten" (Hebräischer Originaltitel: שבלולים בגשם), in dem er, einer Kurzgeschichte Yossi Avni-Levys folgend, erzählt, wie das plötzliche Eintreffen anonymer Liebesbriefe eines unbekannten Mannes das Leben des Protagonisten beeinflusst und seine sexuelle Identität in Frage stellt. Mozer zeichnete nicht nur für die Regie, sondern ebenso für das Drehbuch verantwortlich und ist auch in der Rolle des Professor Richlin als Darsteller zu sehen.
International erreicht Mozer mit der israelisch-französisch-deutschen Koproduktion "Ben Gurion, Epilogue" (Hebräischer Originaltitel: בן-גוריון, אפילוג) im Jahr 2016 einen weiteren Erfolg. Der Film wurde in vielen Ländern auf Filmfestivals, in Kinos und im TV-Programm gezeigt. Er ist um ein sechsstündiges, verschwunden geglaubtes Interview mit dem 82-jährigen David Ben-Gurion zentriert, dass dieser nach seinem Rückzug aus der aktiven Politik in seinem Wohnort Sede Boqer gab. In Israel selbst wurde der Film mit dem Ophir Award, dem wichtigsten israelischen Filmpreis ausgezeichnet und trug zu einer Neuentdeckung David Ben-Gurions bei, der vor allem einer jüngeren Generation neu vorgestellt wurde.
Mozer unterrichtet hauptsächlich zur Filmproduktion an seiner Alma Mater, der Tel Aviv University an der Yolanda and David Katz Faculty of Arts.

## Filme als Regisseur
- 2003: Passiflora Waltz (ואלס פסיפלורה)
- 2008: My First War (המלחמה הראשונה שלי)
- 2009: There must be another way (בדרך אחרת)
- 2012: The Invisible Men (גברים בלתי נראים)
- 2013: Liebesbriefe eines Unbekannten (שבלולים בגשם)
- 2016: Ben-Gurion, Epilogue (בן-גוריון, אפילוג)
- 2018: To Err is Human (לטעות זה אנושי)
- 2019: Eizenkot (איזנקוט)
- 2019: Reichmann
- 2020: By the Grace of Heaven (בחסדי שמים)
- 2022: The Devil’s Confession: The Lost Eichmann Tapes[6]
- 2024: We Will Dance Again

## Auszeichnungen
- 2009: Toronto Jewish Film Festival für My First War in der Kategorie Bester Dokumentarfilm
- 2012: Frameline Film Festival für The Invisible Men in der Kategorie Bester Dokumentarfilm
- 2017: Ophir Award für Ben Gurion, Epilogue in der Kategorie Bester Dokumentarfilm[7]